# Wolfgang Gentner
Wolfgang Gentner (Fráncfort del Meno, 23 de julio de 1906 - Heidelberg, 4 de septiembre de 1980) fue un físico nuclear experimental alemán. 
Gentner es conocido sobre todo por sus trabajos sobre física nuclear, en particular sobre la fotodesintegración y sobre la rayos gamma. Alcanzó también importantes logros de investigación en biofísica, arqueometría y cosmoquímica. Usando la datación potasio-argón, desarrolló una técnica para determinar la edad de minerales y meteoritos, especialmente de tectitas. Junto con Walther Bothe y Heinz Maier-Leibnitz, desarrolló el Atlas de imágenes típicas de cámaras de niebla (Atlas typischer Nebelkammerbilder).
Gentner comenzó a estudiar física en Erlangen, pero pronto regresó a su ciudad natal, a la Universidad de Fráncfort, donde recibió su doctorado en 1930 con Friedrich Dessauer, con un trabajo titulado Investigaciones sobre un tubo de Lenard Coolidge (Untersuchungen an einer Lenard-Coolidge-Röhre).
De 1932 a 1935 obtuvo una beca que le permitió realizar una investigación posdoctoral y estudiar en el Institut du radium de la Universidad de París. De 1936 a 1945 trabajó en el Instituto de Física del Instituto Kaiser Wilhelm de Investigación Médica (Max-Planck-Institut für medizinische Forschung), en Heidelberg. Una de sus áreas de especialización fueron los fotoefectos nucleares. Se le concedió la habilitación de la Universidad de Frankfurt en 1937, su tema fue La absorción, dispersión y radiación secundaria de los rayos gamma duros. A finales de 1938 y principios de 1939 visitó el Laboratorio de Radiación de la Universidad de California en Berkeley; a su regreso a Alemania, participó en la construcción de un ciclotrón en Heidelberg. Durante la Segunda Guerra Mundial, participó en el proyecto de energía nuclear alemán, que tenía el nombre clave Proyecto Uranio. Después de la Segunda Guerra Mundial, Gentner se convirtió en profesor en la Universidad de Freiberg. En 1956 fue nombrado Director del Departamento de Sincrociclotrón del CERN. En 1958, se convirtió en director del nuevo Instituto Max Planck de Física Nuclear en Heidelberg. De 1967 a 1970 fue presidente de la Sección Técnico-Fisicoquímica de la Sociedad Max Planck. De 1969 a 1971, fue presidente del Comité de Política Científica y presidente del Consejo del CERN. Desde 1972 fue vicepresidente de la Sociedad Max Planck. Desde 1975, fue miembro de la junta directiva del Instituto Weizmann de Ciencias en Israel.
Gentner ayudó a fundar varias organizaciones científicas europeas durante la década de 1960. La prestigiosa beca Wolfgang Gentner para estudiantes de doctorado en el CERN lleva su nombre.

## Educación
De 1925 a 1930, Gentner estudió en la Friedrich-Alexander-Universität Erlangen-Nürnberg y en la Johann Wolfgang Goethe-Universität Frankfurt am Main. Mientras estaba en su primer semestre en Erlangen murió su padre, por lo que regresó a Fráncfort para ayudar a cuidar a su madre, y continuó su educación allí. Recibió su doctorado en 1930 con Friedrich Dessauer, quien fue director del Institut für die physikalischen Grundlagen der Medizin (Instituto de Fundamentos Físicos de la Medicina), en la Universidad de Fráncfort. Su tesis fue sobre el rango de electrones en la materia y sus efectos biológicos. En 1932, fue ayudante auxiliar (Hilfsassistent) de Dessauer. De 1933 a 1935, fue miembro de la Oswalt-Stiftung (Fundación Oswalt) de la Universidad de Fráncfort y miembro de la Fundación Carnegie, con cuya asistencia estudió en el Instituto Radium de la Universidad de París, que en ese momento tiempo estaba bajo la dirección de Marie Curie.

## Carrera
De 1936 a 1945, Gentner fue asistente de personal en el Institut für Physik de Walther Bothe en el Kaiser-Wilhelm Institut für medizinische Forschung en Heidelberg. Una de sus áreas de especialización fue en fotoefectos nucleares (Kernphotoeffekt).
En 1932, Walther Bothe había sucedido a Philipp Lenard como director del Physikalische und Radiologische Institut (Instituto de Física y Radiología) de la Universidad de Heidelberg. Cuando Adolf Hitler se convirtió en canciller de Alemania el 30 de enero de 1933, el concepto de Deutsche Physik (física aria) ganó más impulso. Deutsche Physik, era física antisemita y antiteórica, especialmente física moderna, incluida la mecánica cuántica y la física atómica y nuclear. Tal como se aplicó en el entorno universitario, los factores políticos tuvieron prioridad sobre el concepto históricamente aplicado de capacidad académica, a pesar de defensores destacados fueron los premios Nobel de Física Philipp Lenard y Johannes Stark. Los partidarios la de deutsche Physik lanzaron feroces ataques contra destacados físicos teóricos. Si bien Lenard se retiró de la Universidad de Heidelberg, todavía tenía una influencia significativa allí. En 1934, Lenard logró que Bothe fuera relevado de su cargo de director del Instituto de Física de la Universidad de Heidelberg, con lo cual Bothe pudo convertirse en el director del Institut für Physik de la  Kaiser-Wilhelm Gesellschaft (KWImF), reemplazando a Karl W. Hauser, quien recientemente había fallecido. Ludolf von Krehl, director de la KWImF, y Max Planck, presidente de la KWG, hoy Max-Planck Gesellschaft, habían ofrecido la dirección a Bothe para evitar la posibilidad de su emigración. Cuando llegó el momento en que Gentner había de presentar su habilitación, las relaciones entre el KWImF y la Universidad de Heidelberg eran tan tensas, que no le fue posible hacerlo allí. A causa de ello, Gentner completó los requisitos en la Universidad de Fráncfort en 1937, y se convirtió en Privatdozent (profesor asociado) allí. Esto requería hacer viajes en tren entre las instituciones, lo que pronto se convirtió en una carga.
A fines de 1937, los rápidos éxitos que tuvieron Bothe y Gentner en la construcción y el empleo para la investigación de un generador de Van de Graaff los llevaron a considerar la construcción de un ciclotrón. Para noviembre, ya se había enviado un informe al presidente de la Kaiser-Wilhelm Gesellschaft, y Bothe comenzó a obtener fondos de la Helmholtz-Gesellschaft (hoy, la Asociación Helmholtz), del Badischen Kultusministerium (Ministerio de Cultura de Baden), IG Farben, KWG y varias otras organizaciones orientadas a la investigación. Las avances iniciales llevaron a pedir un imán a Siemens en septiembre de 1938, sin embargo, la financiación adicional se volvió problemática. En estos tiempos, Gentner prosiguió sus investigaciones sobre el fotoefecto nuclear con la ayuda del generador Van de Graaff, que había sido mejorado para producir energías justo por debajo de 1 MeV. Cuando completó su línea de investigación con las reacciones 7 Li (p, gamma) y 11 B (p, gamma), y sobre el isómero nuclear 80 Br, Gentner dedicó todo su esfuerzo a la construcción del ciclotrón planificado.
Con el fin de facilitar la construcción del ciclotrón, a finales de 1938 y en 1939, y con la ayuda de una beca de la Helmholtz-Gesellschaft, Gentner fue enviado al Laboratorio de Radiación de la Universidad de California (hoy, el Laboratorio Nacional Lawrence Berkeley).) en Berkeley, California. Como resultado de la visita, Gentner entabló una cooperación con Emilio G. Segrè y Donald Cooksey.
El proyecto alemán de energía nuclear, también conocido como Uranverein, comenzó en la primavera de 1939 bajo los auspicios del Reichsforschungsrat (RFR, Consejo de Investigación del Reich) del Reichserziehungsministerium (REM, Ministerio de Educación del Reich). El 1 de septiembre, el Heereswaffenamt (HWA, Oficina de Artillería del Ejército) excluyó al RFR y se hizo cargo del proyecto. Bajo el control de la HWA, la Uranverein tuvo su primera reunión el 16 de septiembre. El rncuentro fue organizado por Kurt Diebner, asesor de la HWA, y se llevó a cabo en Berlín. Los invitados incluyeron a Walther Bothe, Siegfried Flügge, Hans Geiger, Otto Hahn, Paul Harteck, Gerhard Hoffmann, Josef Mattauch y Georg Stetter. Poco después se celebró una segunda reunión en la que participaron Klaus Clusius, Robert Döpel, Werner Heisenberg y Carl Friedrich von Weizsäcker. Con Bothe como uno de los directores, Gentner pronto fue impulsado a trabajar para Uranverein, junto con otros colegas, como Arnold Flammersfeld y Peter Herbert Jensen. Su investigación se publicó en los Kernphysikalische Forschungsberichte (Reportes de investigación en física nuclear).
Tras el armisticio entre Francia y Alemania en el verano de 1940, Bothe y Gentner recibieron órdenes de inspeccionar el ciclotrón que Frédéric Joliot-Curie había construido en París, que aún no estaba operativo. En septiembre de 1940, Gentner recibió órdenes de formar un grupo para ponerlo en funcionamiento. Hermann Dänzer de la Universidad de Fráncfort participó en este esfuerzo. Mientras estaba en París, Gentner pudo liberar tanto a Frédéric Joliot-Curie como a Paul Langevin, quienes habían sido arrestados y detenidos. A finales del invierno de 1941/1942, el ciclotrón estaba operativo con un haz de deuterios de 7 MeV. Uranio y torio fueron irradiados con el haz, y los subproductos se enviaron a Otto Hahn en el Kaiser-Wilhelm Institut für Chemie, en Berlín. A mediados de 1942, el sucesor de Gentner en París fue Wolfgang Riezler.
La siguiente misión fue la finalización del ciclotrón de Heidelberg. Fue durante 1941 que Bothe adquirió todos los fondos necesarios para completar la construcción. El imán se entregó en marzo de 1943 y el primer haz de deuterio se emitió en diciembre. La ceremonia de inauguración del ciclotrón se llevó a cabo el 2 de junio de 1944.
En 1941, Gentner fue autorizado como profesor con un Lehrauftrag (asignación docente) en la Universidad de Heidelberg.
En 1946, Gentner se convirtió en profesor en la Albert-Ludwigs-Universität Freiburg, donde trabajó en física nuclear y de radiación cósmica. De 1947 a 1949 fue también vicerrector de la Universidad.
Durante 1956 y 1957 fue miembro del Arbeitskreis Kernphysik (Grupo de Trabajo de Física Nuclear) de la Fachkommission II "Forschung und Nachwuchs" (Comisión II "Investigación y nueva generación") de la Deutschen Atomkommission (DAtK, Comisión Alemana de Energía Atómica). Otros miembros del Grupo de Trabajo de Física Nuclear tanto en 1956 como en 1957 fueron: Werner Heisenberg (presidente), Hans Kopfermann (vicepresidente), Fritz Bopp, Walther Bothe, Otto Haxel, Willibald Jentschke, Heinz Maier-Leibnitz, Josef Mattauch, Wilhelm Walcher y Carl Friedrich von Weizsäcker. Wolfgang Paul también fue miembro del grupo durante 1957.
En 1956, poco después de la fundación del CERN, en Ginebra, Gentner fue nombrado Direktor der Abteilung Synchrozyklotron (Director del Departamento del Sincrociclotrón) y Direktor der Forschung (Director de Investigación), cargos que ocupó hasta octubre de 1958. Su departamento fue responsable de la construcción de su sincrociclotrón de 600 MeV. Paralelamente, también había sido llamado por el Stuttgarter Landesregierung (Gobierno del Estado de Stuttgart) para ser el primer responsable del Kernforschungszentrum Karlsruhe (KfK, Centro de Investigación Nuclear de Karlsruhe, hoy Forschungszentrum Karlsruhe), cuya construcción acababa de decidirse. Gentner se negó a ello, ya que prefería una investigación más fundamental, en lugar de aplicada. El sincrociclotrón del CERN produjo su primer haz el 1 de agosto de 1957. De 1971 a 1974, Gentner fue presidente de la junta del CERN.
A fines de 1957 estaba en negociaciones con Otto Hahn, presidente de Max-Planck Gesellschaft, y con el senado de la misma, para establecer un nuevo instituto bajo sus auspicios. Esencialmente, el Institut für Physik de Walther Bothe en el Max-Planck Institut für medizinische Forschung, en Heidelberg, se escindiría y se convertiría en un instituto de pleno derecho del MPG. La decisión de proceder de esa forma se tomó en mayo de 1958. Gentner fue nombrado director del Max-Planck Institut für Kernphysik (MPIK, Instituto Max Planck de Física Nuclear) el 1 de octubre, y también recibió el cargo de profesor en la Universidad de Heidelberg. Bothe no vivió para ver el establecimiento final del MPIK, ya que había muerto en febrero de ese año.
En 1959, en colaboración con sus colegas de Heidelberg, Otto Haxel y J. Hans D. Jensen, Gentner cerró negociaciones con el Heidelberger Gemeinderates (Consejo local de Heidelberg) para construir un acelerador en tándem de 6 Mev y un edificio especial para el estudio de la física cósmica..
De 1967 a 1970, Gentner fue Vorsitzender (presidente) de la physikalisch-chemisch-technischen Sektion (Sección técnico-química) de la Max-Planck Gesellschaft. Durante este período, se fundó el Max-Planck-Institut für Astronomie (Instituto Max Planck de Astronomía) en Heidelberg. Al final de su mandato como presidente de la sección, Gentner tuvo dos operaciones médicas, una de ellas de cataratas, que se atribuyeron a la exposición a la radiación de neutrones de sus primeros años de investigación nuclear experimental.
En el CERN, de 1969 a 1971, Gentner fue Vorsitzender des Wissenschaftsausschusses (Presidente del Comité de Política Científica) y de 1972 a 1974 Präsident des Rates (Presidente del Consejo).
Desde 1972 fue vicepresidente de la Max-Planck Gesellschaft. Este fue un período particularmente crítico para la MPG a efectos de consolidación, después de 10 años de expansión.
Desde 1975, Gentner fue miembro de la junta directiva del Instituto de Ciencias Weizmann, en Israel.
En la segunda mitad de la década de 1960, Gentner ayudó a sus colegas a establecer instituciones científicas. Con su conocimiento de la ciencia francesa, Gentner ayudó a Heinz Maier-Liebnitz con el establecimiento del Institut Laue-Langevin en Grenoble. Gentner también ayudó a Christoph Schmelzer a establecer la Gesellschaft für Schwerionenforschungs (GSI, Sociedad para la Investigación de Iones Pesados), en Darmstadt. En 1968, en Florencia, Gentner y Gilberto Bernardini fundaron la Sociedad Europea de Física.
Durante su carrera, Gentner demostró su interés en Kosmochemie und Archäometrie (cosmoquímica y arqueometría), que son campos en la intersección de las ciencias culturales y naturales.

## Honores
Gentner fue miembro de muchas academias científicas y recibió diversos honores:
- Cothenius-Medaille in Gold [1977] – Academia Alemana de las Ciencias Naturales Leopoldina[36]
- Ernst Hellmut-Vits-Preises [1974][37]
- Großes Verdienstkreuz mit Stern der Bundesrepublik Deutschland (Orden del Mérito de la República Federal de Alemania) [1974][38]
- Officier de la Légion d'honneur [1965] (Oficial de la Legión de Honor, Francia)
- Orden Pour le mérite für Wissenschaft und Künste [1974][39]
- Premio Otto Hahn de la ciudad de Fráncfort del Meno [1979][38]
- Cátedra Wolfgang Gentner establecida en el Instituto Weizmann de Ciencias, en Israel. [póstuma][38]

## Vida privada
Gentner se casó con Alice Pfaehler. Tuvieron un hijo Ralph y una hija Doris.

## Informes internos
Los siguientes informes se publicaron en Kernphysikalische Forschungsberichte (Reportes de investigación en física nuclear), una publicación interna del Uranverein alemán. Los informes se definieron como Información clasificada, tenían una distribución muy limitada y los autores no podían conservar copias. Los informes fueron confiscados en la Operación Alsosda Alsos y enviados a la Comisión de Energía Atómica de los Estados Unidos para su evaluación. En 1971, los informes fueron desclasificados y devueltos a Alemania, estando disponibles en el Instituto Tecnológico de Karlsruhe y el Instituto Estadounidense de Física.
- Walther Bothe y Wolfgang Gentner Die Energie der Spaltungsneutronen aus Uran G-17 (9 de mayo de 1940)
- Arnold Flammersfeld, Peter Jensen, Wolfgang Gentner Die Energietönung der Uranspaltung G-25 (21 de mayo de 1940)
- Arnold Flammersfeld, Peter Jensen, Wolfgang Gentner Die Aufteilungsverhältnisse und Energietönung bei der Uranspaltung G-26 (24 de septiembre de 1940)